# Calyptronoma rivalis
Calyptronoma rivalis es una especie de planta perteneciente a la familia de las palmeras (Arecaceae).

## Distribución y hábitat
Es originaria de Puerto Rico y La Española donde crece en zonas húmedas cerca de las orillas de los arroyos por debajo de 450 m s. n. m., Calyptronoma plumeriana sobrepasa esta altitud.

## Descripción
Tiene un estípite solitario que alcanza los  4-15 m de altura, con  15-30 cm de diámetro.
Los pétalos de las flores masculinas, son comestibles.

## Taxonomía
Calyptronoma rivalis fue descrita por (O.F.Cook) L.H.Bailey y publicado en Gentes Herbarum; Occasional Papers on the Kinds of Plants 4: 171. 1938.
Etimología
Calyptronoma: nombre genérico que deriva de kalyptra = "tapa" y nomos = "que está en uso habitual", en referencia a la parte superior de la corola de la flor pistilada que es empujada fuera como una tapa o tapón.
rivalis: epíteto latino que significa "que crece junto a las corrientes".
Sinonimia
- Cocops rivalis O.F.Cook
- Calyptrogyne rivalis (O.F.Cook) León
- Calyptronoma quisqueyana L.H.Bailey
- Calyptrogyne quisqueyana (L.H.Bailey) León[5]